# Mattia Taiti
Mattia Taiti (Forte dei Marmi, 30 novembre 2005) è un hockeista su pista italiano.

## Carriera

### Gli inizi
Nel 2010 entra a far parte della squadra giovanile del Forte dei Marmi dove vi resta per 12 anni prima di essere promosso nel 2022 in prima squadra.
Nel 2022 viene convocato dalla nazionale italiana di hockey U-19 per il mondiale.
Tornato dall’impegno con la nazionale, Mattia ha ricevuto dal sindaco di Forte dei Marmi Bruno Murzi, una targa di riconoscimento per meriti sportivi.
Dopo la prima stagione con il Forte, conclusa senza trofei dopo essere stati sconfitti in finale scudetto dall’hockey Trissino, Mattia alza al cielo i suoi due primi trofei: la Coppa Italia e lo scudetto durante la stagione 2023-2024.
Viene poi ceduto in prestito per qualche match con la formazione B del Sarzana, con il quale vince una Coppa Italia U-23.
Al termine della stagione, dopo aver indossato la maglia rossoblu per 14 anni fra prima squadra e giovanili, si trasferisce al Camaiore Hockey.

### La stagione in A2
Presosi il posto da titolare nel Camaiore Taiti fa faville in seconda serie, portando la squadra a concludere la stagione al terzo posto con solo 3 punti di distacco dalla prima. Anche in Coppa Italia A2 Taiti fa buone prestazioni, trascinando la squadra fino in finale, dove verranno però fermati dall'Hockey Thiene.

## Palmarès

### Competizioni giovanili
- Coppa Italia U-19: 1

Forte dei Marmi: 2022
- Coppa Italia U-23: 1

Sarzana: 2024

### Competizioni nazionali
- Campionato italiano: 1

Forte dei Marmi: 2023-2024
- Coppa Italia: 1

Forte dei Marmi: 2023-2024

## Onorificenze
- Targa di riconoscimento per meriti sportivi dal comune di Forte dei Marmi: 2022[3]
- Stella d’Argento Coni: 2025